# ポッサム (料理)

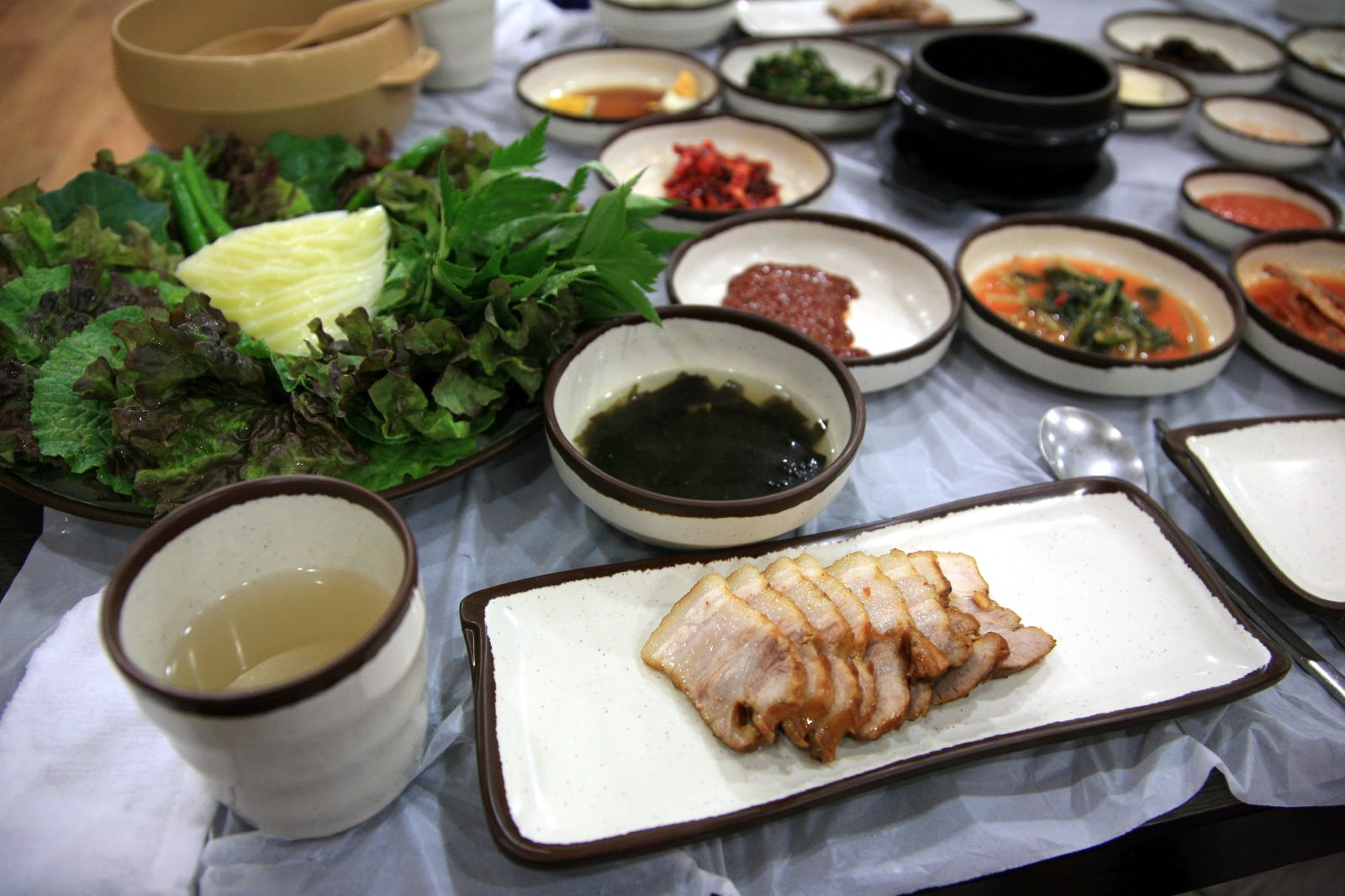
ポッサム

ポッサム（朝: 보쌈）は、豚肉を使った朝鮮料理である。スパイスとともに茹でて薄くスライスした豚の腹肉が用いられる。この肉をニンニク、タマネギ、サムジャン、セウジョッ、浅漬けキムチ等とともに供する。食べる際に、肉と付け合せを赤レタスやゴマかエゴマの葉で包んで食べることが多い。ポッサムには朝鮮語で「包む」という意味がある。
朝鮮では人気のある料理で、アンジュ（酒のつまみ）としてよく食べられる。

## 起源
ポッサムは伝統的に、冬に備えて大量のキムチが漬けられるキムジャンの季節と結びついている。この労働集約過程に労働者をあてがうため、資産家は祭に豚を贈る。彼らは発酵の進んでいない新しく漬けたキムチとともに茹でた豚肉を味わった。

## 作り方
臭み消しのためのショウガとタマネギの入った出汁汁で豚肉を茹でる。ポッサムの豚肉の上にしばしば カキが乗せられることがあり、これはクルボッサム（굴보쌈）と呼ばれる。ポッサムを出すレストランでは、豚骨でスープを取ったカムジャタンが出され、伝統的に最初に食べられる。

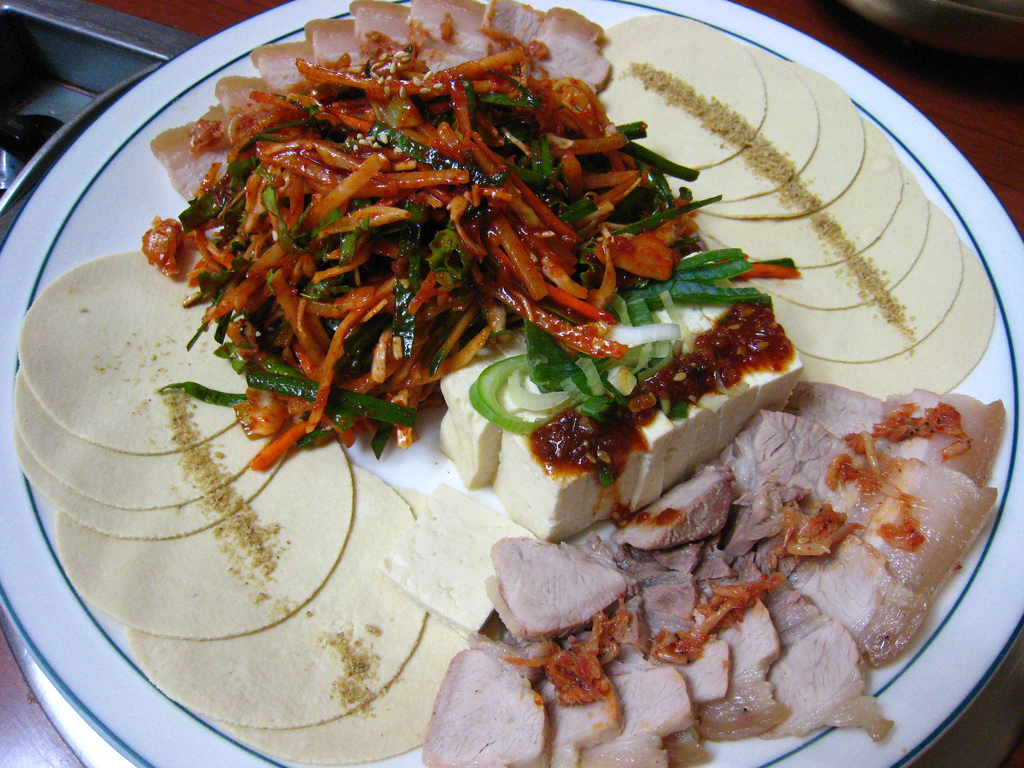
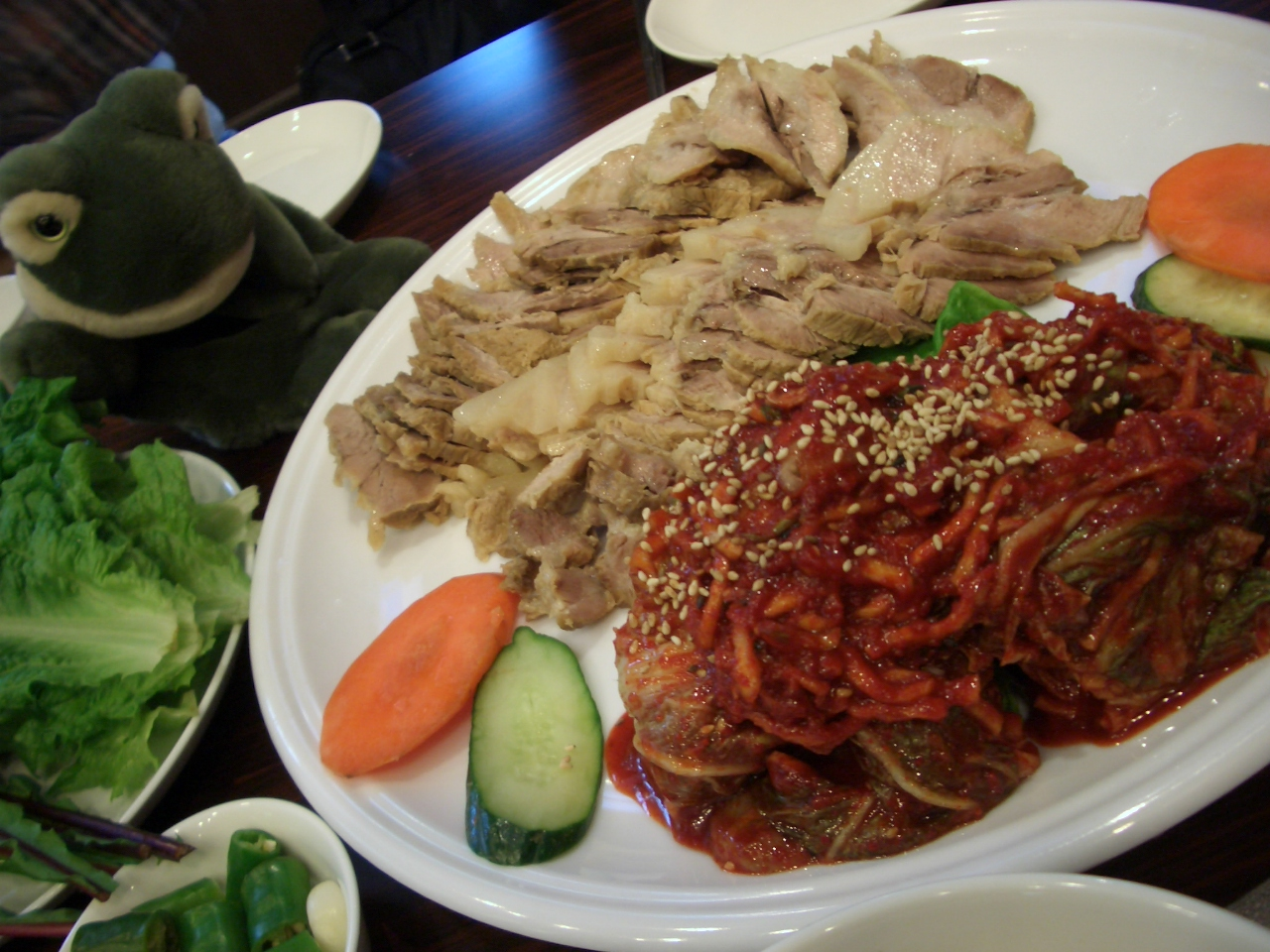
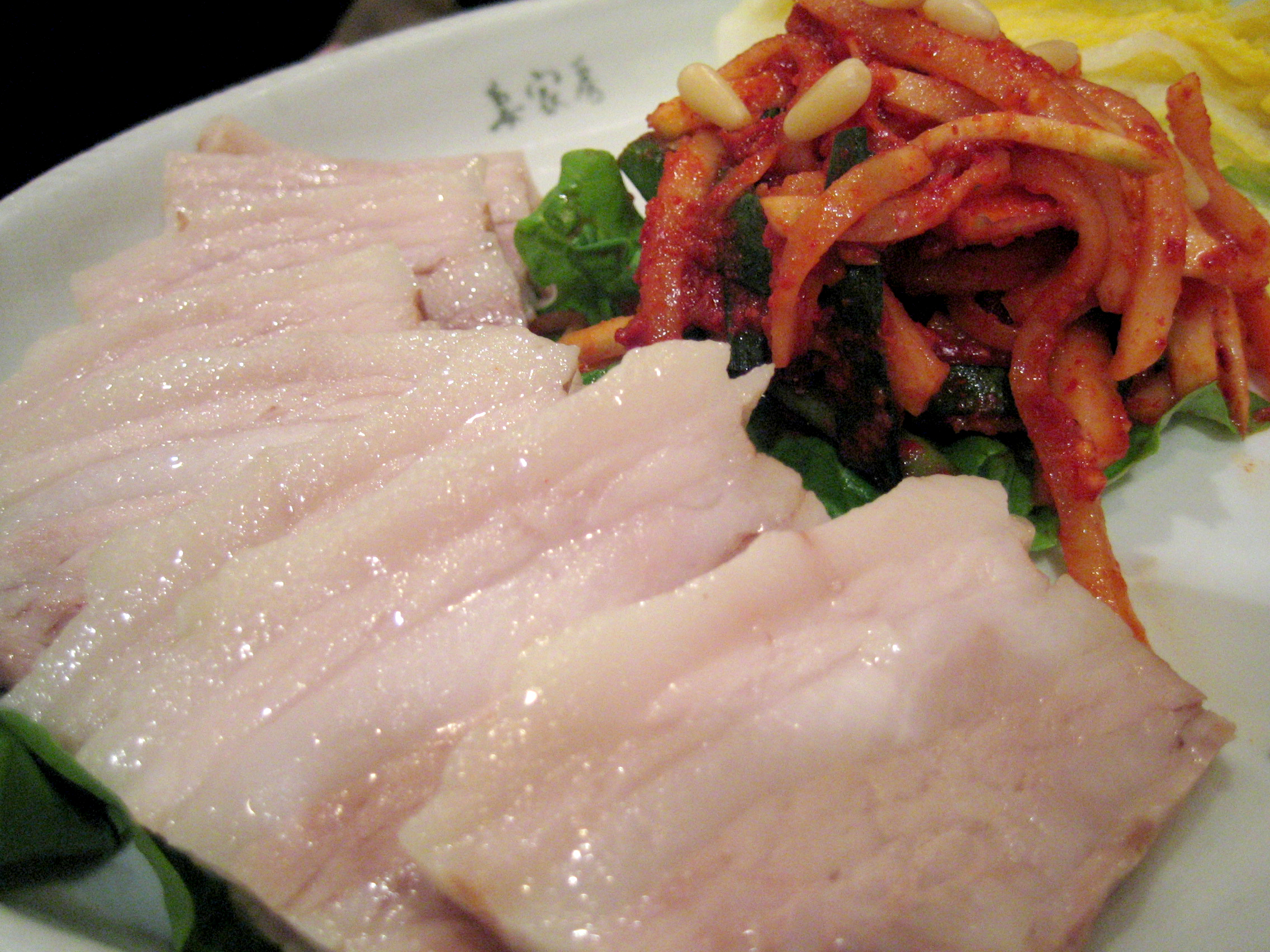
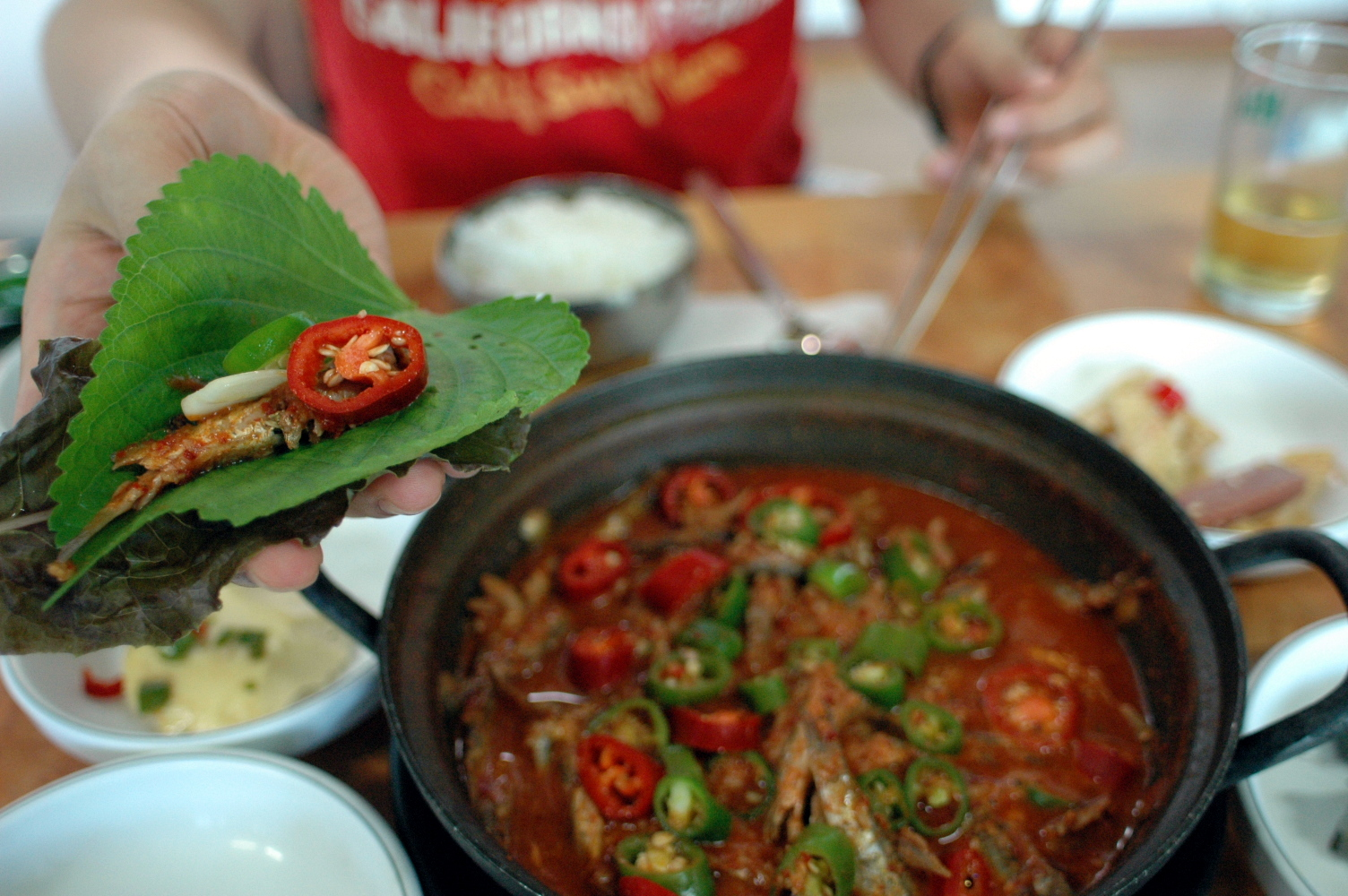
Myeolchi bossam